# 트루디 스타일러
트루디 스타일러(Trudie Styler, 1954년 1월 6일 ~ )는 잉글랜드의 배우, 영화 제작자, 영화 감독이다. 가수 스팅의 아내이다.

## 출연 작품
- 보딩 스쿨: 기숙학교 (2018)
- 나의 작은 시인에게 (2018)
- 프릭 쇼 (2017)
- 수녀 수련 기간 (2016)
- 아메리칸 허니: 방황하는 별의 노래 (2016)
- 미스 유 올레디 (2015)
- 일만명의 성자들 (2015)
- 스틸 앨리스 (2014)
- 걸 모스트 라이크리 (2012)
- 쓰리 데이즈 (2010)
- 더 문 (2009)
- 리빙 프루프 (2008)
- 당신의 성인을 알아보는 법 (2006)
- 버그 (2002)
- 신데렐라 (2002)
- 홀리와 마리나 (2001)
- 그린핑거스 (2000)
- 스내치 (2000)
- 도시의 선율 (1999)
- 록 스탁 앤 투 스모킹 배럴즈 (1998)
- 무빙 더 마운틴 (1994)
- 프렌즈 (1994)
- 모디: 모딜리아니의 인생 (1990)
- 페어 게임 (1988)
- 나이트 쇼 (1985)
- 서재의 죽음 (1984)